# Нёшатель-сюр-Эн
Нёшате́ль-сюр-Эн (фр. Neufchâtel-sur-Aisne) — коммуна на севере Франции, регион О-де-Франс, департамент Эна, округ Лан, кантон Вильнёв-сюр-Эн. Расположена в 36 км к юго-востоку от Лана и в 19 км к северу от Реймса, в 9 км от автомагистрали А26 «Англия». Коммуна находится в месте впадения в Эну реки Ретурн.
Население (2018) — 422 человека.

## Достопримечательности
- Церковь Святого Гийома
- Дом-музей полковника Эмиля Дриана, героя Первой мировой войны

## Демография
| 1962 | 1968 | 1975 | 1982 | 1990 | 1999 | 2018 |
| ---- | ---- | ---- | ---- | ---- | ---- | ---- |
| 434  | 455  | 427  | 403  | 483  | 492  | 422  |

## Экономика
Уровень безработицы (2017) — 11,5 % (Франция в целом — 13,4 %, департамент Эна — 17,8 %). 

Среднегодовой доход на 1 человека, евро (2018) — 22 420 (Франция в целом — 21 730, департамент Эна — 19 690).
В 2010 году среди 275 человек трудоспособного возраста (15-64 лет) 212 были экономически активными, 63 — неактивными (показатель активности — 77,1 %, в 1999 году было 70,5 %). Из 212 активных жителей работали 194 человека (107 мужчин и 87 женщин), безработных было 18 (11 мужчин и 7 женщин). Среди 63 неактивных 12 человек были учениками или студентами, 28 — пенсионерами, 23 были неактивными по другим причинам.

## Ссылки

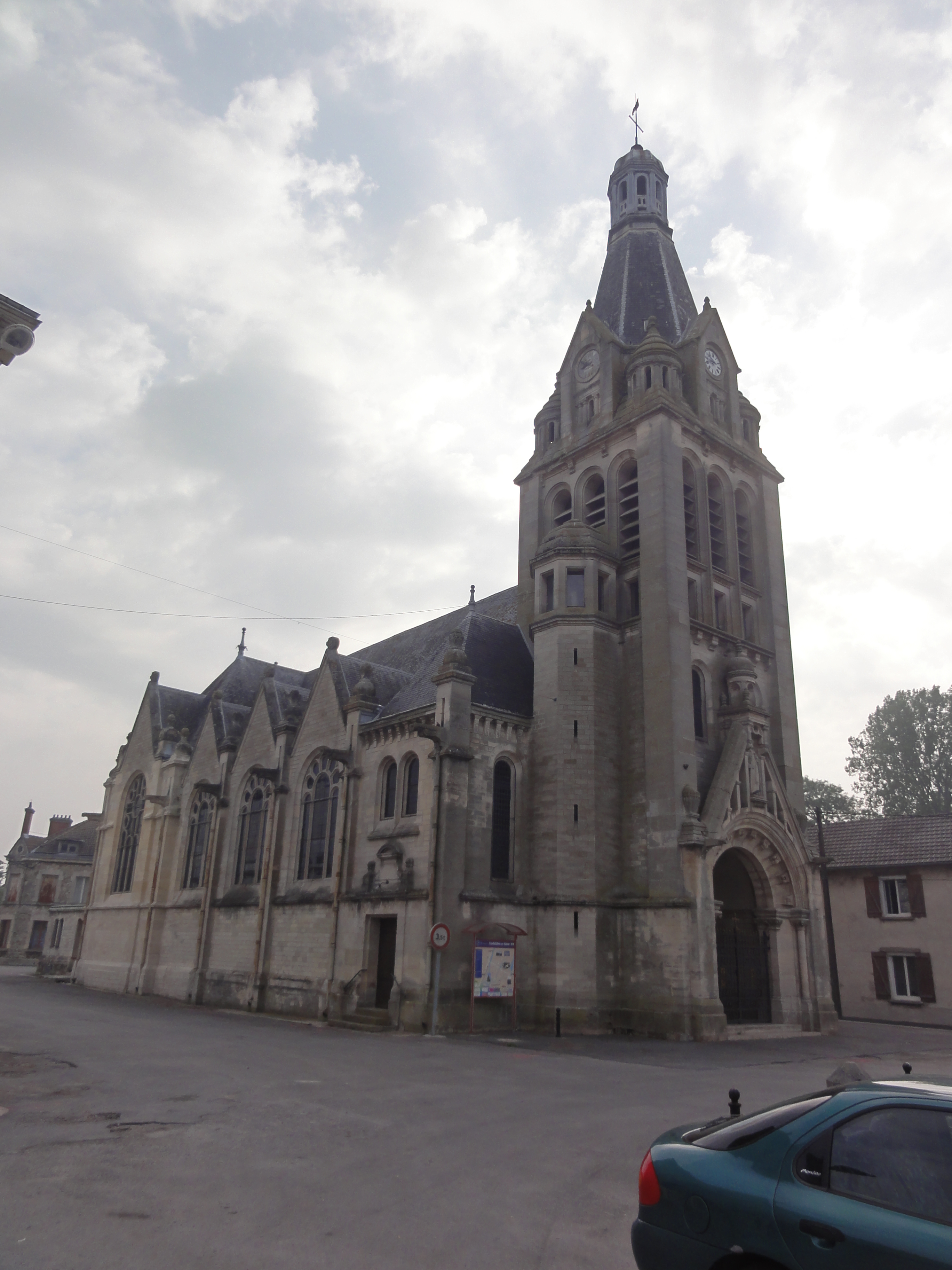
Церковь Святого Гийома